# Arthur Österle

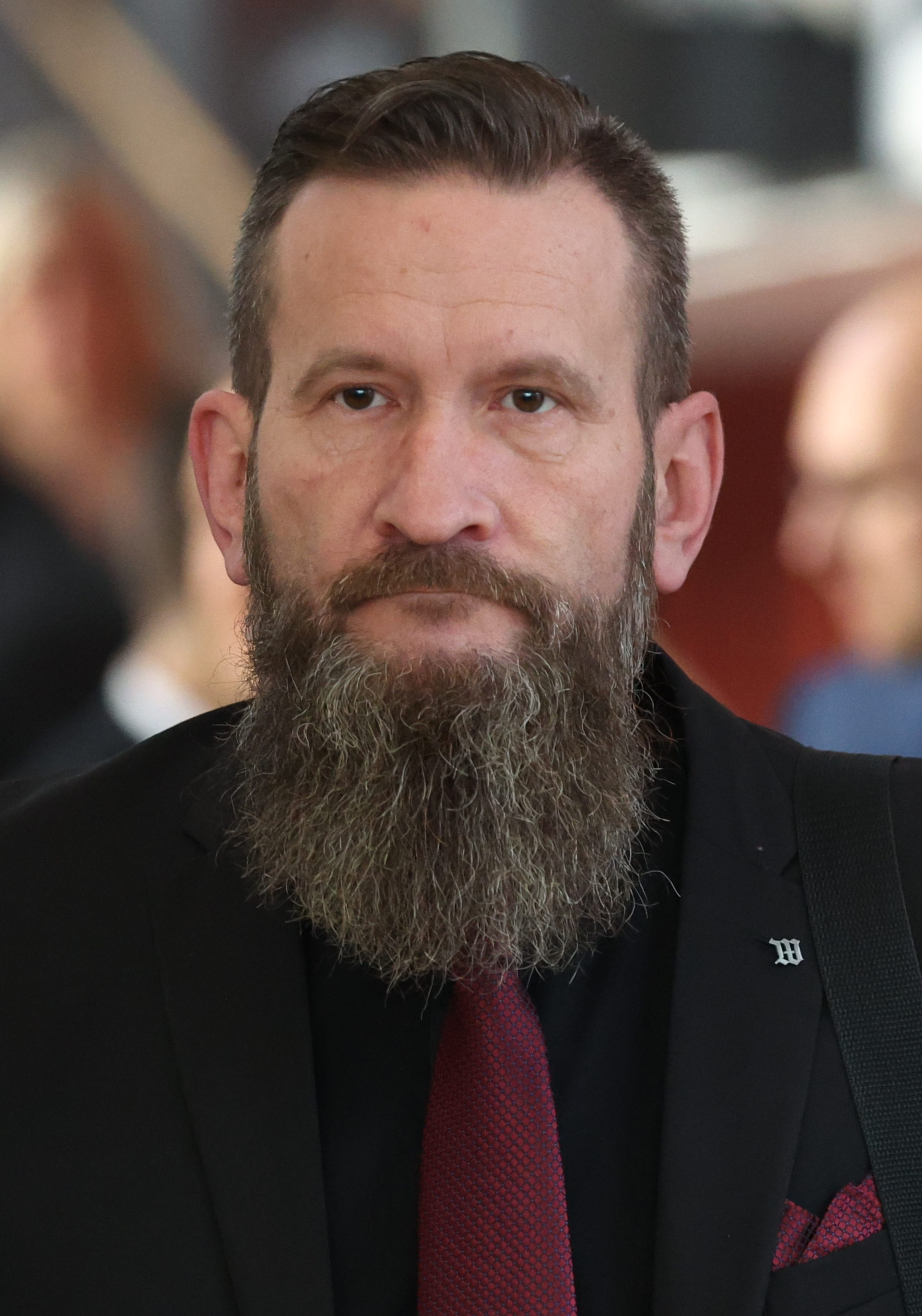
Arthur Österle (2024)

Arthur Österle (* 1973 in Botanika, Sowjetunion) ist ein deutscher Politiker der Alternative für Deutschland (AfD). Seit 2024 ist er Abgeordneter des Sächsischen Landtags.

## Leben und Beruf
Arthur Österle lebt in Burkhardtsdorf. Beruflich ist er als selbstständiger Handwerker tätig, spezialisiert auf Zimmerei, Höhenmontage und Bauleitung.

## Politische Karriere
Arthur Österle trat bei der Landtagswahl in Sachsen 2024 als Direktkandidat im Wahlkreis Erzgebirge 5 an. Er errang 35,7 % der Stimmen und sicherte sich damit das Direktmandat.

## Verbindungen zu extremen Rechten
Arthur Österle war 2018 als Ordner bei Demonstrationen der vom Verfassungsschutz beobachteten Bürgerbewegung Pro Chemnitz aktiv, was zu öffentlicher Kritik führte. Aufgrund seiner Verbindungen zu dieser Organisation und seiner Teilnahme an öffentlichen Auftritten wurde 2019 eine geplante MDR-Podiumsdiskussion abgesagt, nachdem mehrere Teilnehmer ihre Teilnahme zurückzogen, darunter die Chemnitzer Oberbürgermeisterin Barbara Ludwig.
2020 war Arthur Österle am gescheiterten Erstürmungsversuch des Reichstages beteiligt.